# Avançon, Ardennes

Avançon este o comună în departamentul Ardennes din nordul Franței. În 1 ianuarie 2022 avea o populație de 346 de locuitori.